# هيلين أيفوري
هيلين أيفوري (بالإنجليزية: Helen Ivory)‏ (1969)؛ كاتِبة وشاعرة بريطانية.